# Іонешень (Трушешть, Ботошань)
Іонешень, Іонешені (рум. Ionășeni) — село у повіті Ботошані в Румунії. Входить до складу комуни Трушешть.
Село розташоване на відстані 372 км на північ від Бухареста, 24 км на схід від Ботошань, 77 км на північний захід від Ясс.

## Населення
За даними перепису населення 2002 року у селі проживали 1175 осіб.
Національний склад населення села:
| Національність | Кількість осіб | Відсоток |
| -------------- | -------------- | -------- |
| румуни         | 1126           | 95,8%    |
| цигани         | 49             | 4,2%     |

Рідною мовою назвали:
| Мова      | Кількість осіб | Відсоток |
| --------- | -------------- | -------- |
| румунська | 1150           | 97,9%    |
| циганська | 25             | 2,1%     |